# Mælkedonor
En mælkedonor er en kvinde der leverer mælk til en modermælkecentral. 
For at blive mælkedonor skal kvinden producere mere mælk end hendes eget barn kan spise. I lighed med en sæddonor og en bloddonor skal kvinden have taget en blodprøve inden hun bliver donor. Desuden skal hun være ikke-ryger og hun må ikke indtage nogen former for medicin. 
Den donerede modermælk gives til for tidligt fødte børn på landets neonatalafdelinger.
Der findes to modermælkecentraler i Danmark. Kvindemælkscentralen på Hvidovre Hospital og Skejby Mælkekøkken. Mælkedonoren modtager et skattefrit vederlag for hver donerede liter modermælk.